# Zhong Yao
Zhong Yao eller Zhong You , född 151 i nuvarande Xuchang, Henan, död 230  artighetsnamn Yuanchang, var en kinesisk kalligraf och politiker som levde i slutet av östra Handynastin. Han var verksam i delstaten Cao Wei under tiden för de tre kungadömena. Som född i det nuvarande Xuchang, Henan, blev han den store ledaren i provinsen Chang'an.

## Biografi
När Cao Rui övertagit tronen efter Cao Pis död, utsågs 226 Zhong Yao till  ledare av Wei. Som student under Cai Yong, en berömd kalligraf, bidrog han också till utvecklingen av den kinesiska normalskrivstilen (kaishu), och är känd som "kalligrafins fader". Bland hans kända verk finns Xuanshi Biao (kinesiska: 宣示表 ; pinyin: Xuānshì Biǎo), Jianjizhi Biao (förenklad kinesiska: 荐季直表, traditionell kinesisk: 薦季直表; pinyin: Jiànjìzhí Biǎo), och Liming Biao ( kinesiska: 力命表 ; pinyin: Liming Biǎo), som finns bevarat som handskrivna kopior.

## Familj
Zhong Yaos farfar Zhong Hao (鍾皓), var en framstående forskare i östra Handynastin. Zhong Yaos far Zhong Di (鍾迪), vägrade att gå in politiken på grund av följderna av partisanförbudet. Zhong Yao hade två kända syskon: en bror, Zhong Yan (鍾演), som fick titeln markis och en syster, som var mor till Guo Yuan.
Zhong Yao hade åtminstone tre makor. Den första, Lady Sun (孫氏), var känd för att vara avundsjuk på hans andra konkubiner och för att försöka att skada dem eller få dem förskjutna. Zhong Yao skilde sig från henne när han upptäckte att hon försökte förgifta Zhang Changpu, hans andra maka. Zhang Changpu bibehöll sin ställning som konkubin fram till sin död. Den tredje, Lady Jia (賈氏), var ursprungligen en av hans konkubiner, men höjdes till status av hans formella hustru efter att han skilt sig från Lady Sun.
Zhong Yao hade åtminstone två söner. Den äldre, Zhong Yu (鍾毓), var "justitieminister" (廷尉) och "kavallerigeneral" (車騎將軍) under Wei-regeringen. Den yngre, Zhong Hui, föddes av Zhang Changpu. Han verkade också som general under Wei-regeringen och är mest känd för sin roll i Weis erövring av Shu Han, en av Weis rivaliserande stater år 263. Han startade emellertid 264 ett uppror mot Weiregenten, Sima Zhao, men misslyckades och dödades av sina soldater, som gjorde myteri mot honom.
Zhong Yu hade fyra söner: Zhong Jun (鍾峻), Zhong Yong (鍾邕), Zhong Yi (鍾毅) och Zhong Chan (鍾辿). Zhong Yi upphöjdes till Zhong Huis adoptivson eftersom denne var ogift och saknade egna barn. Zhong Yong dödades tillsammans med sin farbror Zhong Hui under myteriet och hans familjemedlemmar avrättades. I efterdyningarna av Zhong Huis misslyckade uppror, blev Zhong Jun, Zhong Yi och Zhong Chan inblandade, greps och placerades i dödscell för sina relationer till Zhong Hui. Dock tog Sima Zhao hänsyn till att Zhong Yao och Zhong Yu hade gjort värdefulla tjänster åt Wei och bestämde sig därför för att låta benåda dem. Han övertalade också Wei-kejsaren Cao Huan att utfärda ett kejserligt dekret, som benådade Zhong Jun och Zhong Chan och återförde dem till deras ursprungliga officiella positioner och titlar. Zhong Yi avrättades dock eftersom han var Zhong Huis adoptivson och därför inte var berättigad till benådning.